# Star Wars Roleplaying Game (Wizards of the Coast)
Star Wars Roleplaying Game — настольная ролевая игра, действие которой разворачивается в научно-фантастической вселенной «Звёздных войн». Игра была создана Биллом Славичеком, Энди Коллинзом и Джейди Уикером. Компания Wizards of the Coast издала первую версию игры в конце 2000 года. В 2002 году вышла пересмотренная версия правил, а в 2007 году была выпущена последняя ревизия игры, названная Saga Edition. В основе игры используется механика d20, на базе которой также сделаны Dungeons & Dragons третьей редакции и ряд других ролевых игр.
Это не первая настольная ролевая игра по вселенной «Звёздный войн». В 1987 году была выпущена игра от издательства West End Games, над ней так же работал Славичек. В настоящее время срок действия лицензии компании Wizards of the Coast на выпуск продукции под маркой «Звёздных войн» вышел, а выпуск продукции прекратился. В 2012 году компания Fantasy Flight Games выпустила новую ролевую игру по этой вселенной.
Игра рассчитана на компанию из нескольких игроков, в которой один берёт на себя роль мастера, а остальные управляют игровыми персонажами. Эти персонажи могут принадлежать к одной из многочисленных разумных рас, населяющих галактику. Также имеются правила для игры дроидом. Для выбора доступно несколько классов персонажей, среди которых есть как джедаи, так и не способные взаимодействовать с Силой солдаты, разведчики, аристократы и мошенники. С получением новых уровней персонажи могут переходить в другие, более сильные классы. Например, джедаи могут перейти на Тёмную Сторону и стать ситхами, а для мошенников открывается возможность стать охотниками за головами. Возможно также совмещать в одном персонаже несколько классов.
Большое количество игровых дополнений рассматривает различные периоды истории вымышленной вселенной «Звёздных войн» от времени Старой Республики, в которой разворачивается действие компьютерных игр серии Star Wars: Knights of the Old Republic, до эры Наследия, начавшейся через 126 лет после событий «Возвращения джедая». Для каждого из периодов описываются различные технические средства, доступные для выбора расы и сюжетные персонажи, которых можно использовать как антагонистов или союзников игровых персонажей.

## Список книг
| Название                                                 | Дата                 | Страницы             | ISBN                   |
| Оригинальное издание                                     | Оригинальное издание | Оригинальное издание | Оригинальное издание   |
| -------------------------------------------------------- | -------------------- | -------------------- | ---------------------- |
| Star Wars: Roleplaying Game Core Rulebook                | ноябрь 2000          | 288                  | ISBN 978-0-7869-1793-8 |
| Character Record Sheets                                  | ноябрь 2000          | 32                   | ISBN 978-0-7869-1795-2 |
| Invasion of Theed                                        | ноябрь 2000          | 96                   | ISBN 978-0-7869-1792-1 |
| Secrets of Naboo                                         | декабрь 2000         | 96                   | ISBN 978-0-7869-1794-5 |
| Gamemaster Screen                                        | февраль 2001         | 8                    | ISBN 978-0-7869-1833-1 |
| Living Force Campaign Guide                              | март 2001            | 64                   | ISBN 978-0-7869-1963-5 |
| Rebellion Era Sourcebook                                 | май 2001             | 160                  | ISBN 978-0-7869-1837-9 |
| Secrets of Tatooine                                      | май 2001             | 96                   | ISBN 978-0-7869-1839-3 |
| The Dark Side Sourcebook                                 | август 2001          | 160                  | ISBN 978-0-7869-1849-2 |
| Alien Anthology                                          | октябрь 2001         | 128                  | ISBN 978-0-7869-2663-3 |
| Starships of the Galaxy                                  | декабрь 2001         | 96                   | ISBN 978-0-7869-1859-1 |
| The New Jedi Order Sourcebook                            | февраль 2002         | 160                  | ISBN 978-0-7869-2777-7 |
| Tempest Feud                                             | март 2002            | 128                  | ISBN 978-0-7869-2778-4 |
| Пересмотренное издание                                   |                      |                      |                        |
| Star Wars: Roleplaying Game Revised Core Rulebook        | май 2002             | 384                  | ISBN 978-0-7869-2876-7 |
| Power of the Jedi Sourcebook                             | август 2002          | 160                  | ISBN 978-0-7869-2781-4 |
| Arms and Equipment Guide                                 | октябрь 2002         | 96                   | ISBN 978-0-7869-2782-1 |
| Coruscant and the Core Worlds                            | январь 2003          | 160                  | ISBN 978-0-7869-2879-8 |
| Ultimate Alien Anthology                                 | апрель 2003          | 224                  | ISBN 978-0-7869-2888-0 |
| Hero’s Guide                                             | июнь 2003            | 160                  | ISBN 978-0-7869-2883-5 |
| Galactic Campaign Guide                                  | август 2003          | 160                  | ISBN 978-0-7869-2892-7 |
| Geonosis and the Outer Rim Worlds                        | март 2004            | 160                  | ISBN 978-0-7869-3133-0 |
| Ultimate Adversaries                                     | июль 2004            | 160                  | ISBN 978-0-7869-3054-8 |
| Saga Edition                                             |                      |                      |                        |
| Star Wars: Roleplaying Game — Saga Edition Core Rulebook | июнь 2007            | 288                  | ISBN 978-0-7869-4356-2 |
| Starships of the Galaxy (Saga Edition)                   | декабрь 2007         | 160                  | ISBN 978-0-7869-4823-9 |
| Threats of the Galaxy                                    | май 2008             | 160                  | ISBN 978-0-7869-4781-2 |
| Star Wars Gamemaster Screen                              | июнь 2008            | 1                    | ISBN 978-0-7869-4936-6 |
| Knights of the Old Republic Campaign Guide               | август 2008          | 224                  | ISBN 978-0-7869-4923-6 |
| The Force Unleashed Campaign Guide                       | сентябрь 2008        | 224                  | ISBN 978-0-7869-4743-0 |
| Scum and Villainy                                        | ноябрь 2008          | 224                  | ISBN 978-0-7869-5035-5 |
| The Clone Wars Campaign Guide                            | январь 2009          | 224                  | ISBN 978-0-7869-4999-1 |
| Legacy Era Campaign Guide                                | март 2009            | 224                  | ISBN 978-0-7869-5051-5 |
| Jedi Academy Training Manual                             | май 2009             | 160                  | ISBN 978-0-7869-5183-3 |
| Rebellion Era Campaign Guide                             | июль 2009            | 160                  | ISBN 978-0-7869-4983-0 |
| Galaxy at War                                            | сентябрь 2009        | 224                  | ISBN 978-0-7869-5221-2 |
| Scavenger’s Guide to Droids                              | ноябрь 2009          | 160                  | ISBN 978-0-7869-5230-4 |
| Galaxy of Intrigue                                       | январь 2010          | 224                  | ISBN 978-0-7869-5400-1 |
| The Unknown Regions                                      | апрель 2010          | 224                  | ISBN 978-0-7869-5399-8 |